# Liste der Einträge im National Register of Historic Places im Presidio County
Die Liste der Registered Historic Places im Presidio County führt alle Bauwerke und historischen Stätten im texanischen Presidio County auf, die in das National Register of Historic Places aufgenommen wurden.

## Aktuelle Einträge
| Lfd. Nr. | Name                                        | Bild | Datum der Eintragung | Adresse/Lage                                                    | Ort      | ID       | Beschreibung |
| -------- | ------------------------------------------- | ---- | -------------------- | --------------------------------------------------------------- | -------- | -------- | ------------ |
| 1        | El Fortin del Cibolo Historic District      |      | 6. Apr. 1995         | Approximately 4 mi. NW of Shafter, W of US 67                   | Shafter  | 95000366 |              |
| 2        | El Paisano Hotel                            |      | 1. Aug. 1978         | N. Highland and W. Texas Sts.                                   | Marfa    | 78002973 |              |
| 3        | Fort D. A. Russell Building 98              |      | 25. Feb. 2004        | West Bonnie St.                                                 | Marfa    | 04000100 |              |
| 4        | Fort D. A. Russell Historic District        |      | 14. Dez. 2006        | Roughly bounded by Ridge, El Paso, Kelly Sts, US 67 and FM 2810 | Marfa    | 06001152 |              |
| 5        | Fort Leaton                                 |      | 18. Juni 1973        | 4 mi. E of Presidio on FM 170                                   | Presidio | 73001972 |              |
| 6        | Fortin de la Cienega                        |      | 8. Okt. 1976         | 15 mi. NE of Shafter on Cienega Creek                           | Shafter  | 76002059 |              |
| 7        | La Junta de los Rios Archeological District |      | 14. Feb. 1978        | Address Restricted                                              | Presidio | 78002974 |              |
| 8        | La Morita Historic District                 |      | 6. Apr. 1995         | Approximately 5 mi. SW of Shafter, E of US 67                   | Shafter  | 95000367 |              |
| 9        | Presidio County Courthouse                  |      | 20. Dez. 1977        | Public Sq.                                                      | Marfa    | 77001467 |              |
| 10       | Shafter Historic Mining District            |      | 17. Mai 1976         | 20 mi. N of Presidio on U.S. 67                                 | Shafter  | 76002058 |              |
| 11       | Tapalcomes                                  |      | 25. März 1977        | Address Restricted                                              | Redford  | 77001468 |              |